# Codice unico di progetto
Il codice unico di progetto (in acronimo CUP), in Italia, è un codice alfanumerico univoco, che identifica e accompagna un progetto d'investimento pubblico, sin dalla sua nascita - ovvero dall'assegnazione delle risorse - in tutte le fasi del suo ciclo di vita.
Introdotto con la legge 16 gennaio 2003, n. 3, deve essere richiesto con modalità telematiche secondo le procedure definite dal Comitato interministeriale per la programmazione economica.

## Esempio
Esso corrisponde a una sorta di "codice fiscale" del progetto e si presenta come una stringa alfanumerica di 15 caratteri. Un esempio potrebbe essere:
C 1 1 G 06 00000 000 1
Ciascun progetto d'investimento pubblico deve avere obbligatoriamente un proprio CUP. La disponibilità di un sistema univoco di identificazione dei progetti consente, specialmente a livello territoriale, di semplificare l'attività amministrativa e rintracciare i dati dello stesso progetto su tutti i sistemi di monitoraggio.
Ciò permette di conoscere meglio la realtà del territorio, combinando le diverse informazioni essenziali relative ad una medesima iniziativa.

## Normativa di riferimento
- Legge n. 144 del 17 maggio 1999, art. 1, commi 1 e 5;
- legge n. 289 del 27 dicembre 2002 (legge finanziaria per il 2003), art. 28, commi 3 e 5 - Prevede l'obbligatorietà della codificazione della spesa pubblica (tra cui il CUP) per garantire la rispondenza dei conti pubblici all'art. 104 del trattato istitutivo della Comunità europea;
- delibera Cipe n. 134 del 6 agosto 1999;
- delibera Cipe n. 12 del 15 febbraio 2000;
- delibera Cipe n. 144 del 21 dicembre 2000;
- delibera Cipe n. 143 del 27 dicembre 2002;
- delibera Cipe n. 126 del 19 dicembre 2003;
- delibera Cipe n. 24 del 29 settembre 2004;
- legge 13 agosto 2010, n. 136 ("Piano straordinario contro le mafie, nonché delega al Governo in materia di normativa antimafia").